# Bolesław Rek
Bolesław Rek (ur. w 1929 roku, zm. 30 listopada 2013 roku) – polski działacz państwowy, członek Zjednoczonego Stronnictwa Ludowego, wicewojewoda warszawski, wojewoda rzeszowski (1977–1979).

## Biografia
Bolesław Rek urodził się w 1929 roku w Małym Stanisławowie, w rodzinie chłopskiej. Ukończył Wyższą Szkołę Nauk Społecznych przy KC PZPR, z tytułem magistra socjologii. W 1948 roku rozpoczął pracę jako instruktor w Powiatowym Zarządzie SL w Ciechanowie. W latach 1949–1956 pracował w aparacie organizacji młodzieżowych jako: przewodniczący zarządu powiatowego Związku Młodzieży Polskiej w Ciechanowie, wiceprzewodniczący ZW ZMP w Warszawie i organizator w ZG ZMP. Następnie był sekretarzem ZW Związku Młodzieży Wiejskiej w Warszawie. W latach 1961–1968 był kierownikiem sektora w NK ZSL, a od 1968 roku sekretarzem WK ZSL w Warszawie. W latach 1969–1975 był zastępcą przewodniczącego Prezydium WRN w Warszawie i wicewojewodą warszawskim. W latach 1975–1977 był kierownikiem w Ministerstwie Kultury i Sztuki. 7 września 1977 roku został powołany na stanowisko wojewody rzeszowskiego. 24 czerwca 1979 roku złożył rezygnację ze stanowiska wojewody, ze względów zdrowotnych. Zmarł 30 listopada 2013 roku w Warszawie.
Według materiałów zgromadzonych w archiwum Instytutu Pamięci Narodowej był w latach 1948–1974 zarejestrowany jako tajny współpracownik (agent informator) Służby Bezpieczeństwa PRL (Departamentu I - wywiadu) o pseudonimie "Dąb 2".